# カルロス・コルメナレス
カルロス・マニュエル・コルメナレス（Carlos Manuel Colmenarez, 2003年11月15日 - ）は、ベネズエラのヤラクイ州サン・フェリペ出身のプロ野球選手（遊撃手）。右投左打。MLBのタンパベイ・レイズ傘下所属。

## 経歴
2020年オフの海外アマチュア・フリーエージェント市場で注目を集め、MLB公式サイトが発表したインターナショナル・プロスペクトランキングでは4位にランクインした。
その後、2021年1月15日にタンパベイ・レイズと契約してプロ入り。契約金は300万ドル。契約後、傘下のルーキー級ドミニカン・サマーリーグ・レイズへ送られた。